# Terremotos de Dasht-e Bayaz y Ferdows de 1968
Los terremotos de Dasht-e Bayaz y Ferdows de 1968 ocurrieron en Dasht-e Bayaz, Kakhk y Ferdows, Irán, el 31 de agosto y el 1 de septiembre de 1968. El terremoto principal midió 7,1 en la escala de magnitud de momento y tuvo una intensidad máxima percibida de X en la escala de intensidad de Mercalli. Los daños fueron cuantiosos en las zonas afectadas, con 15.000 vidas perdidas en el primer evento y 900 más en el segundo evento fuerte.

## Entorno tectónico
La meseta iraní está limitada por la plataforma de Turan en el norte y el cinturón plegado y corrido de Zagros y la fosa de Makrán en el sur. La Placa Arábiga converge hacia el norte con la Placa Euroasiática a un ritmo de 35 milímetros por año y se difunde a lo largo de una zona de 1.000 kilómetros, lo que provoca un acortamiento y engrosamiento continental en toda la meseta, con presencia de deslizamiento y fallas inversas, así como subducción en la costa de Makrán.
En el este de Irán, el acortamiento se acomoda mediante una combinación de fallas inversas relativamente cortas con tendencia noroeste-sureste, fallas largas de deslizamiento lateral derecho con tendencia norte-sur y fallas de deslizamiento lateral izquierda más cortas con tendencia oeste-este.

## Terremotos
El primer terremoto ocurrió el 31 de agosto de 1968 y midió 7,1 en la escala de magnitud de momento. El mecanismo focal indicó una falla de deslizamiento y la ruptura superficial observada de 80 kilómetros mostró que este terremoto fue el resultado del movimiento en la parte occidental de la falla Dasht-e-Bayaz lateral izquierda con tendencia oeste-este. El mayor desplazamiento cosísmico lateral izquierdo observado fue de unos 4,5 metros, siendo el desplazamiento promedio observado de 2 metros.El extremo occidental de la falla Dasht-e-Bayaz se rompió y produjo otro gran terremoto en 1979.

## Daños
El terremoto principal destruyó cinco aldeas en el área de Dasht-e Bayaz y al menos la mitad de los edificios en otras seis aldeas desde Kakhk hasta Sarayan. Una fuerte réplica el 1 de septiembre, de magnitud 6,4 en la escala de magnitud de momento, destruyó Ferdows. Más de 175 aldeas quedaron destruidas o dañadas por este terremoto.